# 新路海
新路海，又称玉龙拉措、玉隆拉措、玉龙海（藏語：ཡིད་ལྟུང་ལྟུ་མཚོ，藏语拼音：yid-lhung-lha-mtsho），位于中国四川省甘孜藏族自治州德格县境内的雀儿山下，紧邻川藏公路北线，是构造形成的断陷湖泊。湖水水位4020米，湖长3.1千米，平均宽0.9千米，面积3.33平方千米，最大水深64.5米，平均水深30.8米，蓄水量1.02亿立方米，是中国最大的冰川碛塞湖。
新路海集水面积80.1平方千米，湖水依赖冰雪融水和湖面降水补给。湖水通过西北角的错巴沟下注错曲，汇入雅砻江。
藏语名“玉隆拉措”，其中“玉隆”是对格萨尔王的美丽的妻子的赞美，而“拉错”是“圣湖”之意。新路海在马尼干戈乡以西10余千米、317国道附旁，雀儿山北部，海拔4000多米。每年在此处会举行佛教仪式，许多信教的藏族人会来此参加。